# Svenska sällskapet för rashygien
Svenska sällskapet för rashygien bildades 1909 med avsikt att stödja forskning och även hålla föredrag omkring rashygien. Dess syfte var att "stödja strävanden för kommande generationers kroppsliga och andliga hälsa."
År 1905 bildade den tyske läkaren Alfred Ploetz tillsammans med sin svåger Ernst Rüdin den tyska organisationen Deutsche Gesellschaft für Rassenhygiene (det tyska sällskapet för rashygien) vilket han i form av ett internationellt ordensliknande sällskap försökte sprida världen över. Medlemmarna måste bland annat redovisa sin egen familjebakgrund. De försökte först år 1907 att etablera sig i Sverige via kontakter med Gustaf Retzius och Carl Magnus Fürst men Fürst var mycket kritisk och kallade ordenssällskapet för en "social sekt". Hösten år 1909 etablerades emellertid Svenska sällskapet för rashygien vid ett möte på Hotell Kronprinsen i Stockholm. Bland medlemmarna i det informella sällskapet fanns Herman Nilsson-Ehle, Nils Wohlin, Alfred Petrén, Nils von Hofsten, Herman Lundborg, Elis Essen-Möller och Johan Thyrén.
Sällskapet fick vid något tillfälle tjänstgöra som remissinstans, till exempel 1910 i preventivmedelsfrågan, men nådde inga större opinionsmässiga framgångar före det första världskriget.
Efter kriget kom  rasbiologifrågan att bli aktuell igen efter att varit mindre debatterad under kriget. Herman Lundborg, docent i rasbiologi och medicinsk ärftlighetslära, hade tankar på att grunda en kulturakademi och sällskapet vaknade åter till liv. Man gav ut en populärvetenskaplig serie om frågor som sterilisering och genetik. Samma år föreslog Frithiof Lennmalm att man borde inrätta ett nobelinstitut för rasbiologi. Förslaget genomfördes inte, men i stället framfördes förslag om ett statligt institut. Sällskapet nådde sitt mål 1921, då Statens institut för rasbiologi bildades med Lundborg som chef.
Ola Larsmo pekar ut sällskapet för rashygien som en lobbyorganisation som fick stort inflytande över svensk politik i flera decennier, och hade betydligt större betydelse för svensk politik än det rasbiologiska institutet. Han påpekar också att Sveriges internationella roll var liten, att "den moderna rasbiologin föds i USA åren efter amerikanska inbördeskriget" och att idéflödet gick från USA över Tyskland till Sverige, inte i den andra riktningen, som ibland gjorts gällande.